# رامون موريل
رامون موريل هو لاعب كرة قاعدة دومينيكاني، ولد في 15 أغسطس 1974 في Villa González ‏ في جمهورية الدومينيكان.

## وصلات خارجية
- رامون موريل على موقع دوري كرة القاعدة الرئيسي (الإنجليزية)
- رامون موريل على موقع الدوري الياباني لكرة القاعدة (الإنجليزية)
- رامون موريل على موقعبيزبول رفرنس.كوم (الدوري الرئيسي) (الإنجليزية)
- رامون موريل على موقعبيزبول رفرنس.كوم (الدوري الثانوي) (الإنجليزية)
- رامون موريل على موقع إي إس بي إن.كوم (أم.أل.بي) (الإنجليزية)
- رامون موريل على موقع مشجعي الرسوم البيانية (الإنجليزية)